# Jules Drach
Jules Joseph Drach (* 13. März 1871 in Sainte-Marie-aux-Mines bei Colmar; † 8. März 1949 in Cavalaire-sur-Mer, Provence-Alpes-Côte d’Azur) war ein französischer Mathematiker.

## Leben
Drach stammte aus einer Elsässer Bauernfamilie. Wegen des Deutsch-Französischen Kriegs flohen die Eltern mit den Kindern nach Saint-Dié. Er besuchte dort und in Nancy die Schule und studierte an der Elitehochschule École Normale Superieure (ENS). 1892 erhielt er seine Agrégation und 1898 wurde er an der ENS bei Paul Tannery promoviert (Essai sur la théorie générale de l’intégration et sur la classification des transcendantes). In seiner Dissertation entwickelte er eine Galoistheorie für Differentialgleichungen, aufbauend auf Arbeiten von Émile Picard, Sophus Lie und Ernest Vessiot. Danach war er Maître de Conférences an der Universität (Faculté des Sciences) in Clermont-Ferrand, war danach in Lille und Professor in Poitiers und Toulouse, bevor er 1913 Professor für Analytische Mechanik und Höhere Analysis an der Sorbonne wurde. Im Ersten Weltkrieg befasste er sich theoretisch mit Ballistik und veröffentlichte die Forschungen darüber 1920.
Im Ruhestand zog er nach Cavalaire in Südfrankreich, wo er einen Landsitz hatte, auf den er sich häufig wegen seiner angegriffenen Gesundheit zurückgezogen hatte. Er blieb auch im Ruhestand mathematisch aktiv.
Neben Analysis und deren Anwendungen in der Mechanik befasste er sich später auch mit Zahlentheorie, partiellen Differentialgleichungen und Differentialgeometrie.
1929 wurde er Mitglied der Académie des sciences. 1920 war er Präsident der Société Mathématique de France.
Er veröffentlichte 1892 mit seinem Freund Émile Borel Vorlesungen von Henri Poincaré und Paul Tannery, die sie besucht hatten. Er war auch an der Herausgabe der Werke von Poincaré beteiligt.
Drach war mit Mathilde Guitton verheiratet. Sein Sohn Pierre Drach war ein bekannter Biologe.